# Mount Odishaw
Mount Odishaw är ett berg i Antarktis. Det ligger i Östantarktis. Nya Zeeland gör anspråk på området. Toppen på Mount Odishaw är 3 965 meter över havet.
Terrängen runt Mount Odishaw är varierad. Trakten är obefolkad. Det finns inga samhällen i närheten.